# 昌果乡 (贡嘎县)
昌果乡，是中华人民共和国西藏自治区山南市贡嘎县下辖的一个乡镇级行政单位。

## 行政区划
昌果乡下辖以下地区：
昌果村、岗旦村和普夏村。